# 陸橋 (生物地理)
生物地理学において陸橋（りくきょう、りっきょう、Land bridge）とは、海を隔てた地域の間をつなぐ陸地のことである。たとえば隔離分布している生物が、かつてそれがあったために現在は離れている地域間で生物の行き来ができたと考える。あるいは海峡が陸化した時期にはそれが陸橋として働く。

## 概説
生物の分布において、その分布域が大きく飛び離れている場合、それを隔離分布という。それらが本来は同じものであったと考えられる場合、そのような分布になった理由を考えなければならない。その中で、海を隔てて陸上の生物が分布している場合がある。
これはそれほど奇異なことではなく、たとえば高等植物ならば種子が海流で流されることが可能であるし、陸上動物でも爬虫類や昆虫ならある程度は海水に耐えられるため、海流分散を考えることができる。淡水性のものでもテナガエビなどは幼生が海に降りるので同様なことが可能である。これに対して両生類やカタツムリ、あるいは純淡水魚などは海水には耐えられないため、このような可能性は考えられにくい。哺乳類も海を越える能力が低い。また、上記のような海流分散の可能性があり得る生物でも、例えばヨーロッパと北アメリカのようにその距離が極端であれば、やはりこれは考えにくい。しかし実際にはそのような隔離分布の例は少なくない。
しかし、かつてはそれらが陸続きであったとすれば、そのような分布は説明できることになる。このような二つの地域をつなげる一時的な陸地が陸橋である。陸橋を考える場合、仮定的に考える例と、歴史上の地形の変遷の中で捉える場合がある。

## 仮定的な例
大西洋を隔ててミミズやカタツムリの近縁種が分布する例が知られており、これらを説明するために、かつてこれらが陸続きであったとするのが陸橋説と言われる。ただし、そこにどのような形の橋渡しの地が存在したかを具体的に語ることができるような話ではない。このような分布は大陸移動説の根拠の一部となり、現在ではそれによって説明されるものも多い。南半球の各大陸に隔離分布するものはゴンドワナ大陸に由来するものと考えられ、ゴンドワナ要素と呼ばれる。
古くは20世紀初頭にはこのような議論が盛んで、この他に南アメリカとアフリカを大西洋南部でつなぐ南大西洋陸橋や南アフリカ、マダガスカル、インドをつなぐレムリア陸橋（これはレムリア大陸の発想の元となった）、南極を介してアフリカと南アメリカをつなぐものなどが想定された。しかし、それらの分布のあるものはむしろ北回りでの移動による分布拡大を想定した方がよいとの声もあり、現在では支持されない。

### 幻の大陸

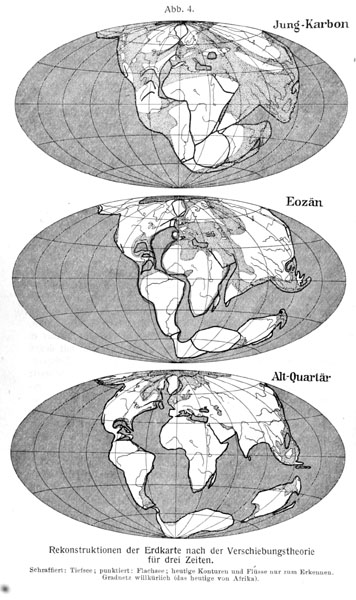
ヴェーゲナーの大陸移動説（1929）

これらのような大洋を隔てた地域の間を陸続きにするような地形を考えるのは簡単ではない。ところが、大西洋の場合、この両岸の間にはかつてアトランティス大陸という幻の陸地があり、これは今では沈んでしまったとの伝説がある。それにヒントを得て、陸橋があったと考えられる地域の間にかつて大陸があり、それが今では沈んでしまったのだとの説もある。幻の大陸としては他にムー大陸が有名であるが、特にレムリア大陸はマダガスカルとアジア大陸を繋ぐ陸橋として発案された面が強い。ただし、大陸の地殻と海洋の地殻が成分や構造において異なるというような地質学の進歩により、このような説は支持されなくなった。

### 大陸移動
大西洋をまたいでの分布に関しては、ヴェーゲナーがこれを大陸移動説の証拠としたことが知られている。つまり、間に陸地があってつながっていたのではなく、現在の陸地がかつてはつながった位置にあったと判断したものである。一時はこれは荒唐無稽な説と考えられたが、現在ではほぼ定説の位置にある。
レムリア大陸の発想の元になったマダガスカルとインドとの生物相に見られる関連性も、かつてはインドがマダガスカルやアフリカに接する位置にあり、そこから現在の位置まで移動したと考えることで説明される。

## 地史上のもの
大陸や大きな島の間の距離が狭まっている地域、海峡や地峡と呼ばれる地域は、生物の分布を考える際に大きな問題となる。そのような地形の場所は長期的には地殻変動など、短期的には海水面の変動などによってある時は陸続きとなりまたある時には切り離される。
その歴史はそれらの地域の生物分布に大きな意味をもつ。つながっている期間にはこれを通じて両側の地域の生物が出入りし、切り離された時期にはそれぞれの区域内で独自の進化が起きたと考えられる。切り離された時期が古く、期間が長いほどそれぞれの区域の生物相には違いが生じるであろう。

### 大陸間の場合

ベーリング地峡の海岸線の変化

ユーラシア大陸と北米大陸を繋いだ陸橋は「ベーリング地峡」と呼ばれる。この地域は中生代の終わりころに繋がり、その後も何度か陸橋の形成と分離を繰り返した。ユーラシア大陸のより進化した哺乳類のアメリカ大陸への進出経路として機能した。中新世以降の再形成は見られず、以降は両大陸の共通性がなくなり、たとえば高等猿類はこれ以西に限定され、プロングホーンは新北区に固有である。
南アメリカ大陸はパナマ地峡を介して北アメリカ大陸と繋がっているが、この地は中生代末期に繋がって以来、新生代初頭には長く切り離された。その間、この大陸では主として有袋類が適応放散した。その後にネズミ類やサル類が飛び石伝いに侵入したが、鮮新世に中米陸橋が成立するや、ネコ科やイヌ科の肉食獣を始めとして真獣類が南へ侵入して有袋類などを全滅させる（アメリカ大陸間大交差）。またアルマジロなどの貧歯類はそこで適応放散したと見られる。なお、南アメリカで進化したもので北進したものもわずかにあり、オポッサムなどが北アメリカに見られるのがそれである。

### 日本の場合
日本の大部分を占める北海道、本州、四国、九州、それに琉球列島はいずれもアジア大陸の大陸棚上にある大陸島である。日本列島の概略の形は、ほぼ中新世にさかのぼれる。それ以降さまざまな地殻変動や海水面の変動により、何度か大陸と陸続きになったものと考えられている。日本が大陸と繋がった際に陸橋となったのは、おおよそ以下の四カ所である。それぞれに分布境界線が設定されており、その位置で早くに分離が成立したと考えられる。
- 千島列島を介して：択捉島の北に宮部線
- サハリンを介して南シベリアへ：北海道とサハリンの間に八田線
- 対馬を介して朝鮮半島へ：対馬の北に朝鮮海峡線、南に対馬海峡線：「朝鮮陸橋」とも呼ばれる[2]
- 琉球列島から台湾を介して南中国へ：トカラ列島の北に渡瀬線、沖縄諸島と宮古諸島の間に南沖縄諸島線、台湾と大陸の間に台湾海峡線、台湾と蘭嶼の間に新ウォレス線

また、本州と北海道の間にはブラキストン線が設定されている。